# Lorcé
Lorcé est une section de la commune belge de Stoumont, située en Région wallonne dans la province de Liège.
C'était une commune à part entière avant la fusion des communes de 1977.

## Géographie

### Situation

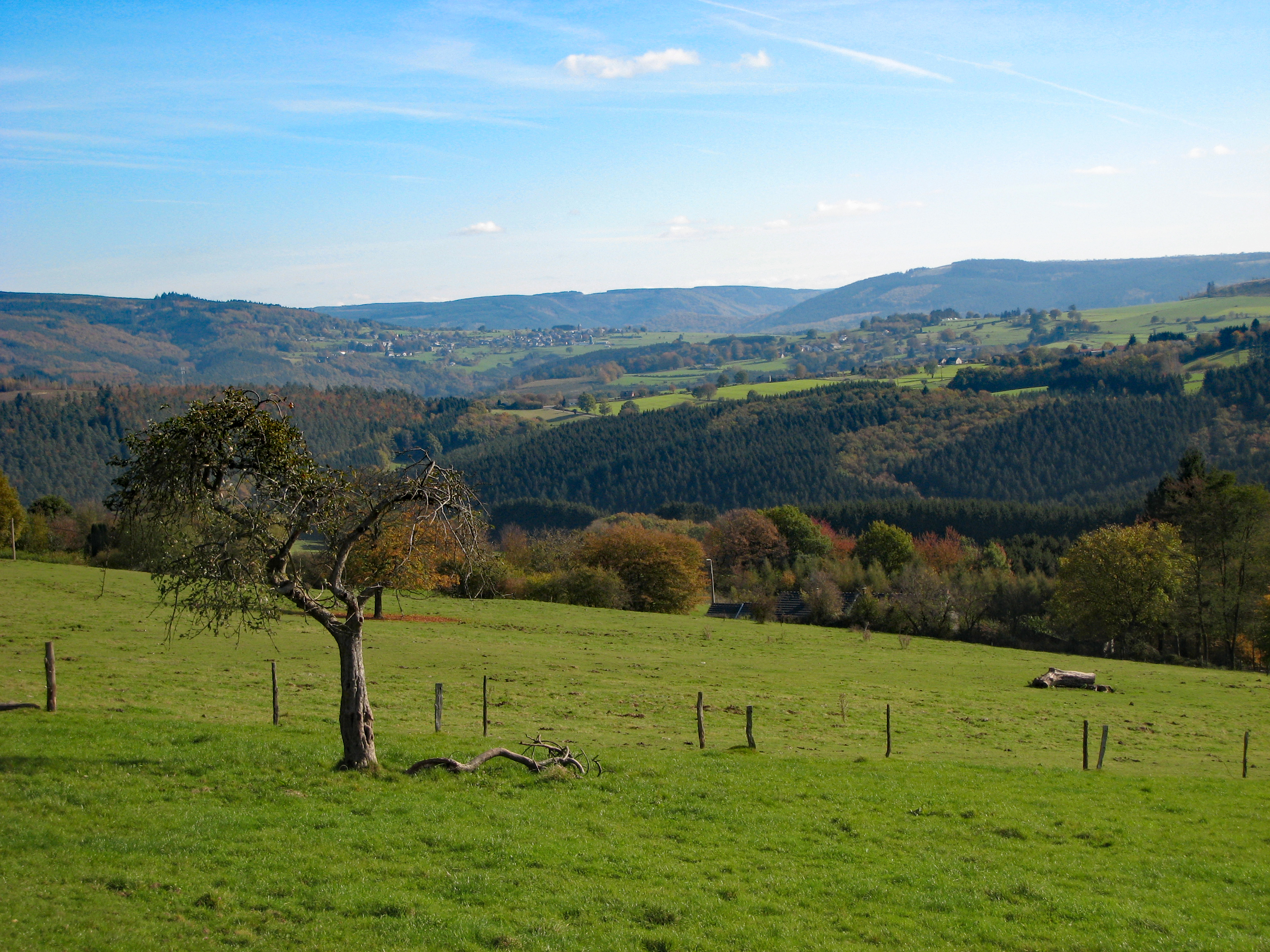
Vue depuis Lorcé (avec au loin le village de Stoumont).

Posé sur un éperon rocheux et établi autour d'une ancienne église romane, Lorcé est un petit village de caractère essentiellement bâti en grès ou en grès schisteux. Il surplombe la vallée de l'Amblève en face du grand massif fagnard de la Vecquée. La superficie totale (1290 hectares) de ce village ardennais est constituée de prairies et forêts mixtes composées principalement de chênes, hêtres, bouleaux, sorbiers, myrtilliers et fougères.
Le village compte trois hameaux : Chession, Targnon et Naze. Le quartier de Bierny occupe la partie nord du village.

## Évolution démographique
- Sources : INS, Rem. : 1831 jusqu'en 1970 = recensements, 1976 = nombre d'habitants au 31 décembre.

## Histoire
Depuis le Moyen Âge et jusqu'en 1795 le village a fait partie de la Principauté de Stavelot-Malmedy (comté de Logne). Ensuite, le village est repris dans le département de l'Ourthe sous le régime français jusqu'en 1815.

## Patrimoine

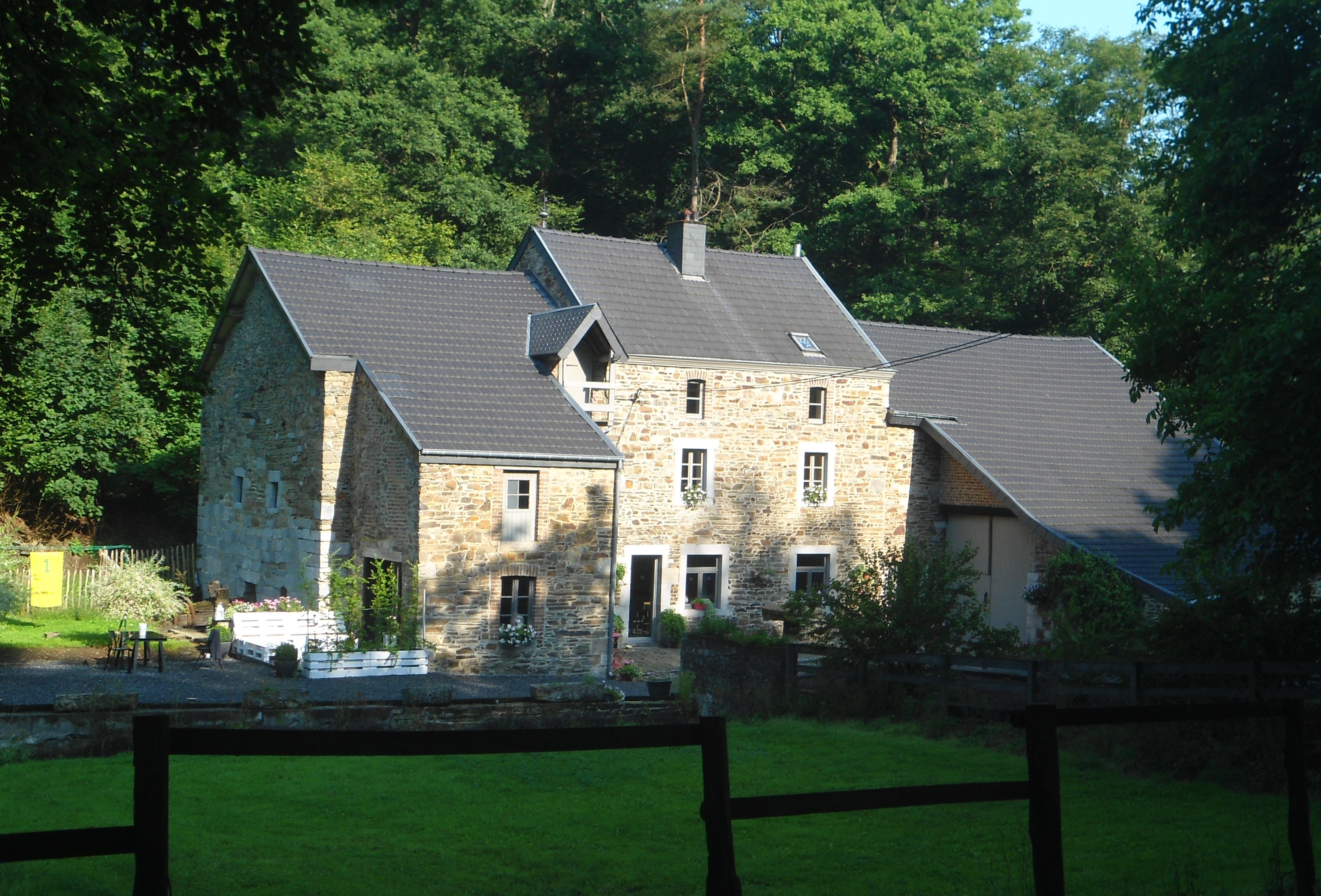
L'ancien moulin Mignolet

- L'église Saint-Georges de Lorcé date de 1682.
- L'ancien moulin Mignolet se situe en dessous du village.

## Activité économique
Le village de Lorcé abrite également, depuis 2002, l’usine de la SA Bru-Chevron appartenant au groupe « Spadel », qui exploite la source d’eau ferrugineuse naturellement gazeuse de Chevron.
L’eau de cette source est acheminée par un pipeline partant du site de l’ancienne usine, aujourd’hui démantelée, pour alimenter la nouvelle usine située sur les hauteurs du village à proximité de l’autoroute.
Cette usine emploie en 2004, 50 personnes et produit 40 millions de litres par an.

### Barrage
Une curiosité à Lorcé est son barrage de conception atypique, situé sur le cours de l’Amblève au lieu-dit « Fagne-Naze ».
Érigé entre 1928 et 1932, celui-ci est destiné à retenir environ 50 000 m³ d’eau. Cette eau est alors canalisée dans un tunnel percé de niveau dans la colline sur 3 460 mètres pour ensuite faire une chute de 40 mètres dans les turbines de la centrale électrique de « Heid-de-Goreux » à Nonceveux dans la commune d’Aywaille.